# Meliboeus nodifrons
Meliboeus nodifrons es una especie de escarabajo del género Meliboeus, familia Buprestidae. Fue descrita científicamente por Murray en 1868.